# 驃騎兵

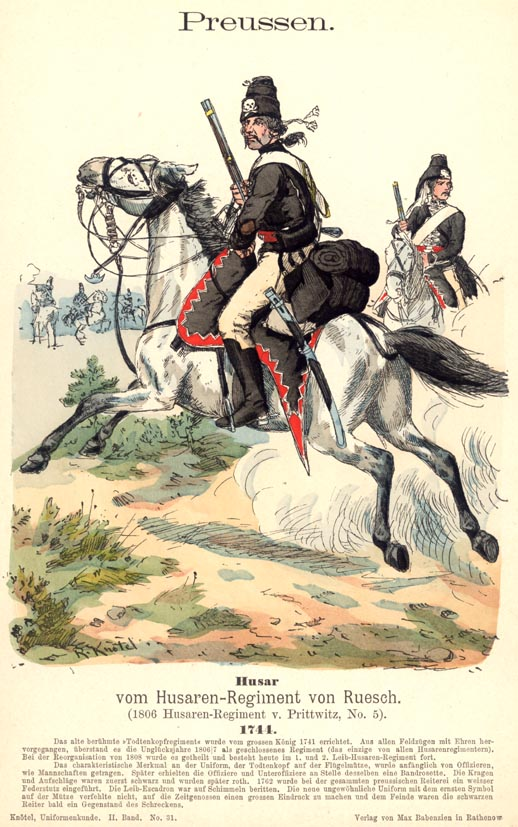
1744年的普魯士驃騎兵

驃騎兵（匈牙利語：Huszár）是源自15世紀匈牙利的輕騎兵，這種騎兵的頭銜與特別衣著隨後廣泛地被歐洲與其他地區的騎兵團採用，至一戰前歐洲許多國家仍保有驃騎兵團作為輕騎兵使用。現代一些裝甲兵或儀兵還保有驃騎兵這個稱號。
从历史上看，该术语源自中世纪晚期匈牙利的骑兵，在馬加什一世的领导下， 主要由塞尔维亚战士组成。

## 词源
词源学家对 hussar 这个词的来源存在分歧。几种替代理论总结如下：
根据韦氏词典，骠骑兵一词源于匈牙利语 huszár，而匈牙利语 huszár 又起源于中世纪的塞尔维亚骠骑兵（西里尔语：хусар，或 gusar，西里尔语：гусар），意思是强盗（因为早期骠骑兵的突击部队战术用于对付奥斯曼军队像强盗一样;在现代塞尔维亚语中，gusar 的含义仅限于海盗），来自中世纪拉丁语 cursarius（参见英语单词 corsair）。

## 现有骠骑兵军团

### 法国
- 法兰西共和国第一骠骑兵伞兵团（1720年由拉科齐·费伦茨二世的部下贝切尼·拉斯洛成立的匈牙利骠骑兵团）、第二骠骑兵团（由拉科齊部下埃施特哈齊·瓦倫丁建立，初名埃施特哈齊驃騎兵）、第三骠骑兵团（同為埃施特哈齊驃騎兵）

### 英聯邦
- 女王皇家骠骑兵团、国王皇家骠骑兵团、舍布鲁克骠骑兵团
- 加拿大皇家骠骑兵团、第八加拿大骠骑兵团、第十王属加拿大骠骑兵团、预备役第一骠骑兵团

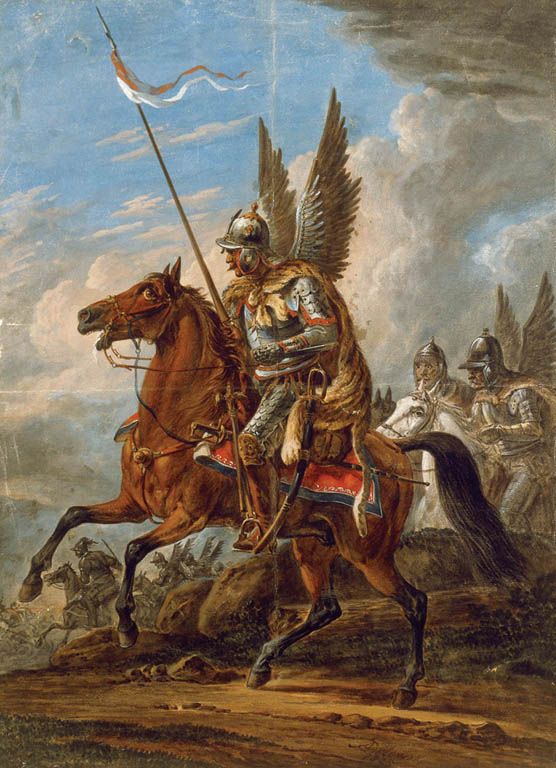
波蘭的翼騎兵（Winged Hussar）。

### 荷兰
- 波里尔骠骑兵团

### 瑞典
- 利夫骠骑兵团

### 丹麦
- 护卫骠骑兵团

### 西班牙

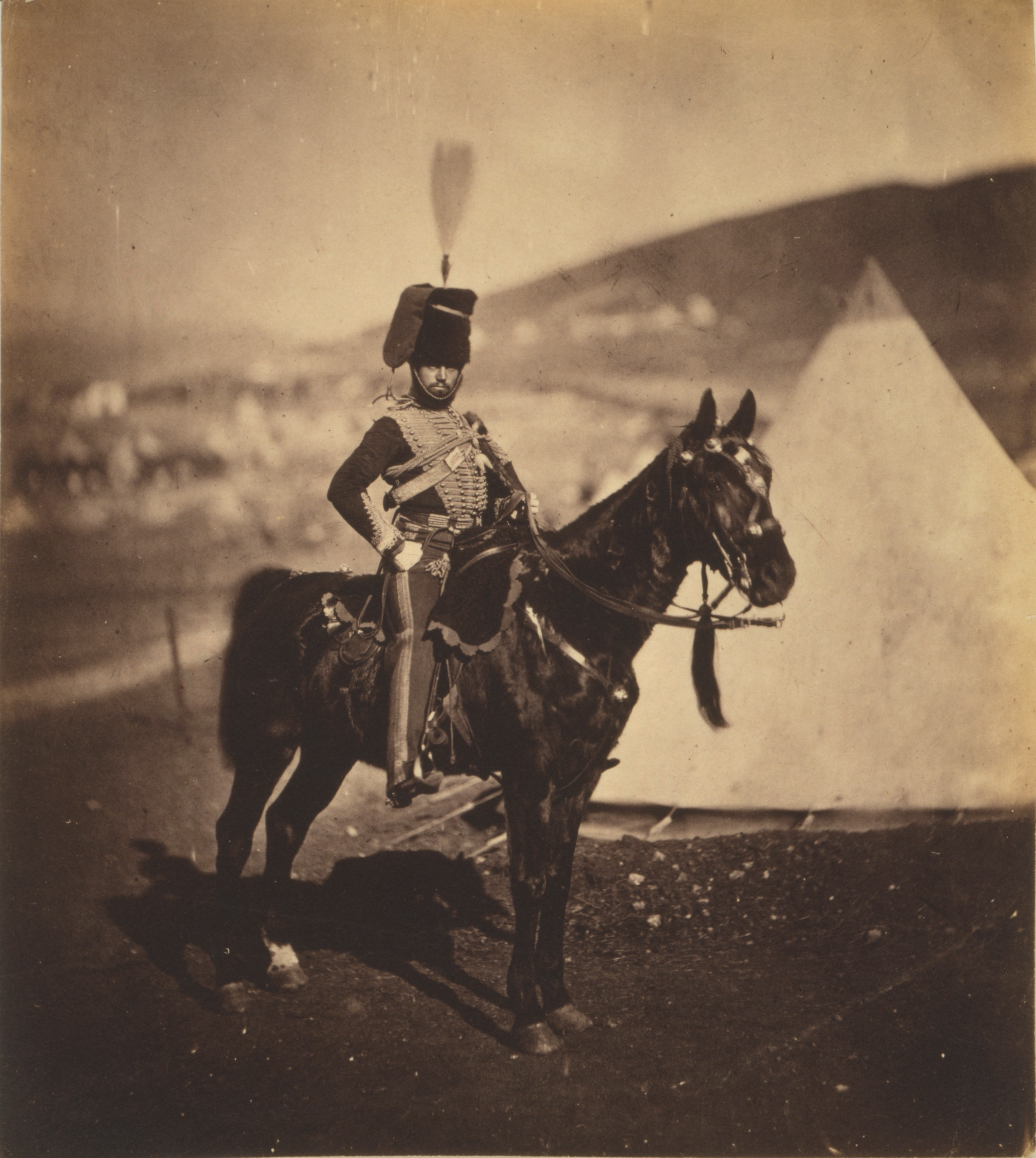
克里米亞戰爭中的不列顛驃騎兵。

- 帕维亚骠骑兵团